# クリスティアン・クエバ
クリスティアン・クエバ（Christian Alberto Cueva Bravo，1991年11月23日 - ）は、ペルー・トルヒーリョ出身のサッカー選手。サウジ・プロフェッショナルリーグ・アル・ファトフSC所属。ポジションはミッドフィールダー。ペルー代表。

## 経歴

### クラブ
2013年8月14日、ラーヨ・バジェカーノに移籍した。
2015年7月20日、デポルティーボ・トルーカFCに移籍した。
2016年6月2日、サンパウロFCに移籍した。
2018年7月15日、FCクラスノダールに移籍した。2019年2月7日、サントスFCにレンタル移籍した。レンタル期間は2020年1月末までで、レンタル終了後に2022年末までの契約で完全移籍する。
2020年2月15日、CFパチューカに移籍した。
2020年8月、イェニ・マラティヤスポルに移籍した。

### 代表
コパ・アメリカ2015に出場するペルー代表に選出された。大会ベストイレブンに選出された。コパ・アメリカ・センテナリオに出場するペルー代表にも選出された。
2018 FIFAワールドカップに出場するペルー代表に選出された。グループリーグ第1戦のデンマーク戦で、VARによってPKを獲得したが、PKに失敗し、チームも0-1で敗れた。

## 代表歴

### 出場大会
- ペルー代表
  - 2018 FIFAワールドカップ

### 試合数
- 国際Aマッチ 98試合 16得点（2011年-）[11]

| ペルー代表 | 国際Aマッチ | 国際Aマッチ |
| 年         | 出場        | 得点        |
| ---------- | ----------- | ----------- |
| 2011       | 2           | 0           |
| 2012       | 4           | 0           |
| 2013       | 0           | 0           |
| 2014       | 0           | 0           |
| 2015       | 13          | 1           |
| 2016       | 13          | 5           |
| 2017       | 9           | 1           |
| 2018       | 11          | 1           |
| 2019       | 14          | 2           |
| 2020       | 4           | 0           |
| 2021       | 17          | 5           |
| 2022       | 9           | 1           |
| 2023       | 2           | 0           |
| 2024       |             |             |
| 通算       | 98          | 16          |